# 26 novembre 1963
Le mardi 26 novembre 1963 est le 330e jour de l'année 1963.

## Naissances
- Dmytro Tabatchnyk, historien et politicien ukrainien
- Jeanette Dyrkjær (morte le 29 juillet 2011), actrice pornographique et mannequin danoise (1963-2011)
- Jordi Jané, homme politique catalan
- Jozefina Topalli, femme politique albanaise
- Mario Elie, joueur de basket-ball américain
- Nandivada Rathnasree (morte le 9 mai 2021), astrophysicienne et historienne des sciences indienne
- Neely Tucker, journaliste américain
- Philippe Magnan, hautboïste et pédagogue québécois
- Pierre Tardivel, guide et skieur extrême français
- Pieter Demuynck (mort le 20 décembre 1989), lieutenant aviateur belge
- Richard R. Arnold, astronaute américain

## Décès
- Albert Fernand Renault (né le 16 juin 1887), peintre français
- Amelita Galli-Curci (née le 18 novembre 1882), soprano italien
- Edwin B. Willis (né le 28 janvier 1893), décorateur de cinéma américain
- Henri du Passage (né le 5 avril 1874), père jésuite, théologien et écrivain français
- James Robert Gillette (né le 30 mai 1886), organiste et compositeur américain

## Événements
- Création de la municipalité brésilienne Pirambu